# Clarissa Selwynne
Clarissa Schultz, née le 26 février 1886 à Londres (Angleterre) et morte le 13 juin 1948 à Los Angeles (Californie), est une actrice britannique, connue sous le nom de scène de Clarissa Selwynne (parfois créditée Clarissa Selwyn).

## Biographie
Installée aux États-Unis, Clarissa Selwynne contribue au cinéma à cent-un films (majoritairement américains, plus quelques britanniques), depuis le court métrage muet britannique His Choice de et avec Hubert von Herkomer (1913) jusqu'à Une journée de printemps d'Archie Mayo (1937, avec Olivia de Havilland et Ian Hunter).
Dans l'intervalle, citons Princess Virtue de Robert Z. Leonard (1917, avec Mae Murray et Wheeler Oakman), Secrets de Frank Borzage (1924, avec Norma Talmadge et Eugene O'Brien), Beau Brummel d'Harry Beaumont (1924, avec John Barrymore et Mary Astor), Le Piège d'amour de William Wyler (1929, avec Laura La Plante et Neil Hamilton), Cynara de King Vidor (1932, avec Ronald Colman et Kay Francis), ou encore Sporting Love de James Elder Wills (film musical britannique, 1936, avec Stanley Lupino (en)).
Au théâtre, elle joue une fois à Broadway (New York) en 1914, dans My Lady's Dress d'Edward Knoblauch (avec Lucy Beaumont et Mary Boland).
Clarissa Selwynne meurt à Los Angeles en 1948, à 62 ans.

## Filmographie partielle

### Période du muet
- 1913 : His Choice d'Hubert von Herkomer (court métrage) : Mary
- 1915 : Hearts in Exile (en) de James Young : Mme Romanoff
- 1915 : L'Émeraude fatale (The Flash of an Emerald) d'Albert Capellani : Marie
- 1916 : Gloriana d'E. Mason Hopper : Mme Manning
- 1917 : Princess Virtue de Robert Z. Leonard : la comtesse Oudoff
- 1917 : Le Mannequin de cire (en) (The Wax Model) d'E. Mason Hopper : la mère de Julie
- 1917 : The Curse of Eve de Frank Beal : Marie
- 1918 : Pour le sauver (en) (Face Value) de Robert Z. Leonard : Mme Van Twiller
- 1918 : Drame au pays de l'ivoire (en) (The White Man's Law) de James Young : Lady Falkland
- 1918 : La Flamme et le Papillon (The Talk of the Town) d'Allen Holubar : la tante Harriet
- 1918 : Calvaire d'amour (en) (The Bride's Awakening) de Robert Z. Leonard : Lucille Bennett
- 1919 : Bonnie, Bonnie Lassie de Tod Browning : rôle non spécifié
- 1919 : The Parisian Tigress de Herbert Blaché
- 1919 : Les Marches qui craquent (Creaking Stairs) de Rupert Julian
- 1919 : L'Éveil d'une conscience (Home) de Lois Weber : Mme Deering
- 1919 : The Big Little Person de Robert Z. Leonard : Mme Manning
- 1921 : Society Secrets de Leo McCarey : la tante
- 1921 : Les Caprices du cœur (Straight from Paris) de Harry Garson
- 1921 : The Marriage of William Ashe d'Edward Sloman
- 1921 : Queenie de Howard M. Mitchell
- 1922 : The Woman Conquers de Tom Forman : Jeanette Duval
- 1922 : Une femme de tête (Two Kinds of Women) de Colin Campbell
- 1922 : Up and at 'Em de William A. Seiter
- 1923 : La Bouteille enchantée (The Brass Bottle) de Maurice Tourneur : Mme Hamilton
- 1923 : Épaves humaines (You Can't Get Away with It) de Rowland V. Lee : Mme Hemingway
- 1923 : Why Women Remarry de John Gorman : Mme Compton
- 1924 : Secrets de Frank Borzage : Audrey Carlton (en 1923)
- 1924 : The Fast Worker de William A. Seiter : Mme O'Dell Carney
- 1924 : Beau Brummel d'Harry Beaumont : Mme Wertham
- 1924 : Le Dernier Homme sur terre (The Last Man on Earth) de John G. Blystone : Dr Prodwell
- 1924 : Mademoiselle Midnight (titre original) de Robert Z. Leonard : Eugénie de Montijo (au prologue)
- 1925 : La Danseuse de Broadway (Broadway Lady) de Wesley Ruggles : Mme Westbrook
- 1925 : Sackcloth and Scarlet d'Henry King : Mlle Curtis
- 1925 : Le Sultan blanc (en) (Infatuation) d'Irving Cummings : Lady Ethridge
- 1925 : The Fate of a Flirt de Frank R. Strayer
- 1928 : Glorious Betsy d'Alan Crosland : la tante Mary
- 1928 : Confessions of a Wife d'Albert H. Kelley

### Période du parlant
- 1929 : L'Île des navires perdus (The Isle of Lost Ships) d'Irvin Willat (+ version muette alternative) : la tante Emma / Mme Renwick
- 1929 : Le Piège d'amour (The Love Trap) de William Wyler : Mme Harrington
- 1930 : Lilies of the Field d'Alexander Korda : la deuxième servante
- 1932 : Slightly Married de Richard Thorpe : Mme Martin
- 1932 : Mon copain le roi (My Pal, the King) de Kurt Neumann : la reine mère
- 1932 : Cynara de King Vidor : Onslow
- 1934 : Jane Eyre de Christy Cabanne : Mme Reed
- 1934 : Quand une femme aime (Riptide) d'Edmund Goulding : Mme Bagdall
- 1936 : Sporting Love de James Elder Wills : la tante Fanny
- 1936 : Plus on est de fous (en) (One Good Turn) d'Alfred J. Goulding : Ma Pearson
- 1937 : Une journée de printemps (Call It a Day) d'Archie Mayo : la spectatrice agacée au théâtre

## Théâtre à Broadway
- 1914 : My Lady's Dress d'Edward Knoblauch